# Ex commisso nobis
La bula Ex commisso nobis, también conocida como bula de Gniezno, fue promulgada por el papa Inocencio II el 7 de julio de 1136 con el objeto de anular la autoridad del arzobispo de Magdeburgo sobre la Iglesia polaca.

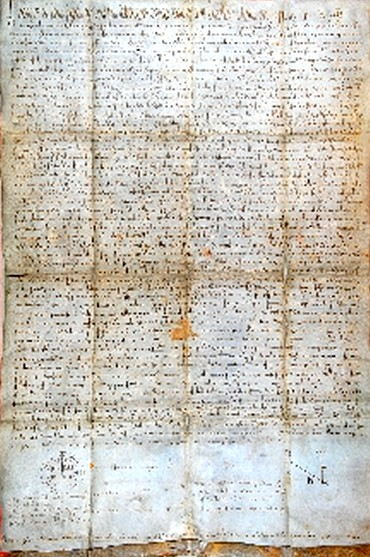
La "bula de Gniezno".

## Historia
En 1133, Inocencio II, sucumbiendo a las presiones del Sacro Imperio, publicó una bula en la que rechazaba la independencia del arzobispo de Gniezno al estar todo el episcopado polaco vinculado al arzobispado de Magdeburgo.
Los prelados polacos responden a esta decisión acercándose al antipapa Anacleto II. En agosto de 1135, en Merseburg, el duque Boleslao III de Polonia se reconoce vasallo del emperador Lotario II aceptando pagarle un tributo anual a cambio del reconocimiento de la independencia del episcopado polaco. El 7 de julio de 1136, Inocencio II, que cuenta entre sus aliados al emperador Lotario, confirma mediante esta bula la independencia de la Iglesia polaca.
La bula de Gniezno es el documento más antiguo en el que aparecen frases en idioma polaco.